# Jordan Rudess
Jordan Charles Rudess (rođen 4. studenog 1956.), američki je glazbenik, skladatelj i glazbeni producent, najpoznatiji po suradnji s progresivnim metal sastavom Dream Theater. 

## Životopis
Prvu obuku kao klavijaturist stekao je u prestižnoj glazbenoj školi Julliard School of Music, koju je počeo pohađati s devet godina. Rudess je tada pohađao sate klasične glazbe. S devetnaest godina sve više počinje koristiti sintisajzer tijekom svojih izvedbi te se okreće solo karijeri. 1994. godine u anketi čitatelja časopisa Keyboard Magazie imenovan je za najboljeg nadolazećeg talenta. Tada se pridružuje legendarnom instrumentalnom rock sastavu Dixie Dregs. Iako su ga u isto vrijeme pokušavali angažirati članovi sastava Dream Theater, Rudess se odlučio za sastav Dixie Dregs jer mu je sviranje s njima pružalo veće osobno zadovoljstvo. Ipak, 1999. godine kada je prekinuo rad sa sastavom Dixie Dregs, prihvaća novu ponudu bubnjara Dream Theatera, Mikea Portnoya te se pridružuje sastavu u stvaranju njihovog petog studijskog albuma Scenes from a Memory. Rudess je od tada s velikanima progresivnoga žanra snimio šest studijskih albuma. Također je surađivao s britanskim rock velikanom Davidom Bowiejem.
Kao glazbenike koji su imali najviše utjecaja na njegov stil sviranja navodi rock klavijaturiste Keitha Emersona, Ricka Wakemana i Patricka Moraza. Od glazbenih sastava to su Gentle Giant, Yes, Genesis, Pink Floyd, Emerson, Lake & Palmer, King Crimson, Jimi Hendrix Experience, Autechre i Aphex Twin.

#### Napomene
1. ↑  Who are your greatest influences? (engleski). Jordan Rudess - F.A.Q. Pristupljeno 3. listopada 2009.

## Vanjske poveznice

### Službene stranice
- Službene stranice Jordana Rudessa (engl.)
- Službene stranice Dream Theatera (engl.)